# Dianous coerulescens
Dianous coerulescens är en skalbaggsart som först beskrevs av Leonard Gyllenhaal 1810.  Dianous coerulescens ingår i släktet Dianous, och familjen kortvingar. Arten är reproducerande i Sverige.

## Bildgalleri

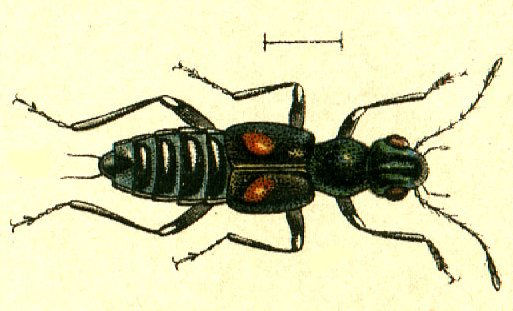